# Jesper Tolvers
Jesper Tolvers (4 febbraio 1993) è un tuffatore svedese.

## Biografia
Ha rappresentato la nazionale svedese ai campionati europei di tuffi di Eindhoven 2012. Nel concorso dal trampolino 3 metri è stato eliminato con il 18 posto nel turno qualificatorio. Ha gareggiato nei tuffi sincronizzati dalla piattaforma 10 metri con il connazionale Christofer Eskilsson terminando la gara al quinto posto in classifica. Nel concorso dalla piattaforma 10 metri è arrivato undicesimo in finale.
Gli ottimi risultati della stagione gli hanno permesso di qualificarsi ai campionati mondiali di nuoto di Barcellona 2013 nei concorsi dal trampolino 1 metro, dove ha concluso al quarantunesimo posto, e della piattaforma 10 metri, dove è stato eliminato nel turno qualificatorio con il ventunesimo punteggio.
Ha partecipato ai campionati europei di nuoto di Berlino 2014 nel trampolino 1 metro, nel trampolino 3 metri e nella piattaforma 10 metri.
È stato convocato ai campionati mondiali di nuoto di Kazan' 2015 per gareggiare nel trampolino 3 metri e nella piattaforma 10 metri: in entrambe le competizioni è stato eliminato nel turno qualificatorio.
Ai campionati europei di nuoto ha gareggiato in coppia con la connazionale Ellen Ek nella gara a squadre mista. Nella piattaforma 10 metri è stato eliminaot in finale con l'undicesimo posto.